# Ghiacciaio Hedblom
Il ghiacciaio Hedblom è un ghiacciaio lungo circa 8 km situato nella regione centro-occidentale della Dipendenza di Ross, in Antartide. Il ghiacciaio, il cui punto più alto si trova 1000 m s.l.m., si trova direttamente sulla costa di Scott, dove fluisce verso est partendo dal versante orientale del monte Endeavour, nella regione meridionale della dorsale Kirkwood, e scorrendo tra la cresta Ketchum, a nord, e il picco Tito, a sud, fino a entrare nella baia di Tripp, poco a sud del ghiacciaio Glezen, formando anche una lingua glaciale sulla superficie della baia.

## Storia
Il ghiacciaio Hedblom è stato mappato dai membri della spedizione Terra Nova, condotta dal 1910 al 1913 e comandata dal capitano Robert Falcon Scott, ma è stato così battezzato solo in seguito dal Comitato consultivo dei nomi antartici in onore del capitano E. E. Hedblom, della marina militare statunitense, che fu l'ufficiale medico della Task Force 43, presente nel mare di Ross durante l'operazione Deep Freeze della stagione 1955-56.